# Hughes OH-6 Cayuse

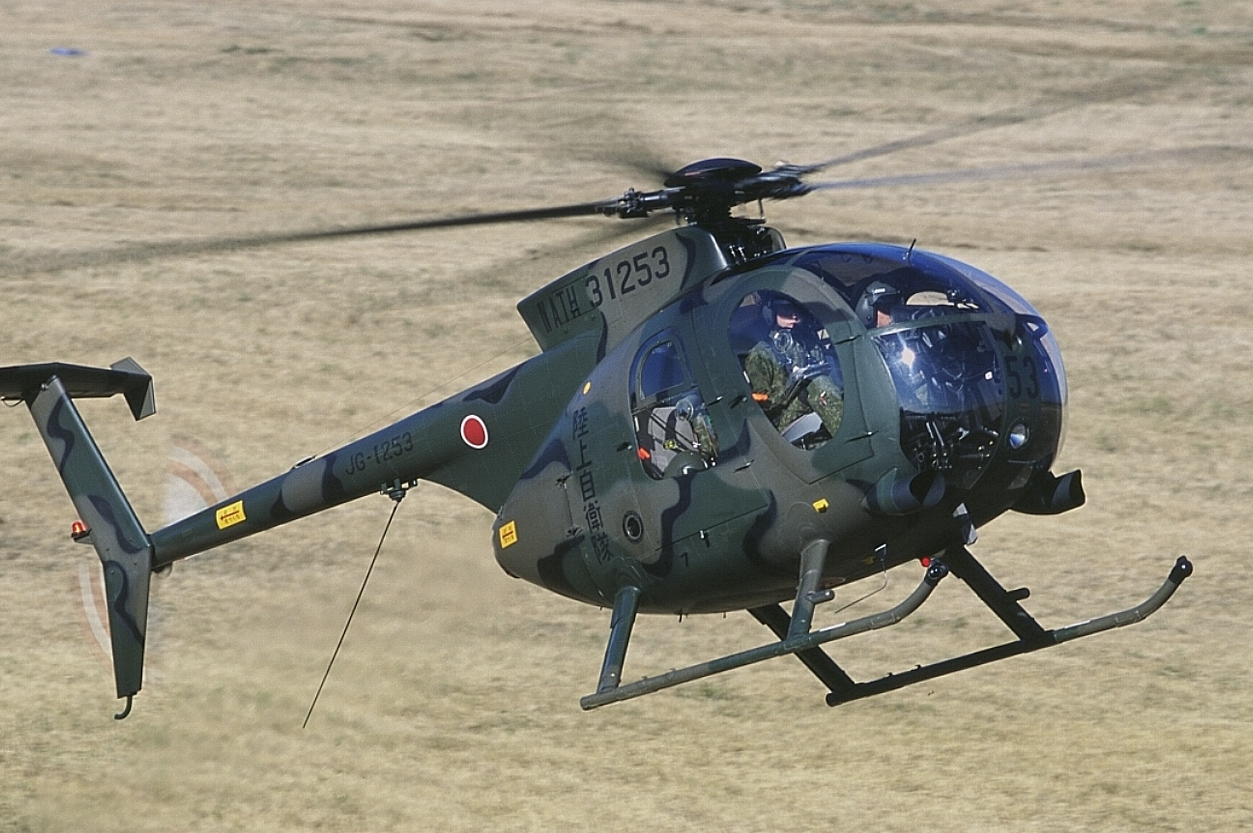
Um OH-6D do exército japonês.

O Hughes OH-6 Cayuse é um helicóptero leve de quatro lâminas no rotor principal utilizado para transporte, escolta, ataque e observação. Foi desenvolvida pela Hughes Helicopters. Eles também desenvolveram o Modelo 369 como uma versão civil, o Hughes Modelo 500, atualmente sendo produzido pela MD Helicopters na versão MD 500.

## Operadores
Atuais
 Espanha
- Armada Espanhola

 Japão
- Força Terrestre de Autodefesa

 Estados Unidos
- Forças polícias de Atlanta, Condado de Chilton e Flórida
- Exército (versão A/MH-6)

Ex-utilizadores
 Dinamarca
- Exército Real

 República Dominicana
- Força Aérea

 Japão
- Força Marítima de Autodefesa

 Taiwan
- Exército

 Estados Unidos
- Exército (versão OH-6A/C)
- Patrulha de Fronteira
- Marinha